# 세실 클레멘티

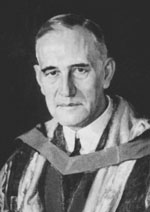
세실 클레멘티

세실 클레멘티 경(Sir Cecil Clementi, 중국어: 金文泰, 1875년 9월 1일~1947년 4월 5일)은 영국의 식민지 관료다.

## 생애
영국령 인도 북서주(현 우타르프라데시주) 칸푸르에서 태어났다.

## 초기 관료 활동
1899년 공무원 시험에 4등으로 합격한 후 자신의 첫 부임지로 홍콩을 선택하여 계속 복무한 후 1913년부터 1922년까지 영국령 기아나에서, 그리고 이후 실론에서 식민부 장관을 역임했다.

## 홍콩 총독
광둥어에 능숙하여 적임자로 판단된 클레멘티는 홍콩 총독으로 발령받았다.
총독 재임기에 5.30 운동의 일부로 홍콩에서 일어난 파업에 의해 '파괴된' 홍콩의 경제가 회복되었고 카이탁 공항이 개항했다. 클레멘티는 또한 소녀 가정부 무차이(妹仔) 제도를 폐지했다. 그리고 저명한 중국인 거상 소순초(Shouson Cho, 周壽臣)를 입법국의 첫 비공식 의원으로 임명했다. 동시에 입법국의 공식 의원 수를 8명에서 10명으로, 비공식 의원 수를 6명에서 8명으로 늘렸다. 클레멘티는 중국인과 포르투갈인 각 1명을 비공식 의원으로 초빙했다.
중국국민당의 북벌에 반대하고 자국군의 북양정부 지원을 옹호했으나 영국 본국에서는 거절됐다. 5.4 운동 이후 식민주의와 제국주의에 반대하는 중국 지식인들이 점점 급진화되는 양상에 대응하기 위해 그는 애국심과 중국의 전통 가치를 강조하는 중국어 교육과정 개정안을 제안했다. 클레멘티 총독은 더 많은 중국어 교사 양성과 홍콩 대학교 중문과 설립을 옹호했다.

## 해협 식민지 총독
1930년 2월 5일부터 1934년 2월 17일까지 20대 해협 식민지 총독을 역임했다.

## 사망
1947년 4월 5일, 잉글랜드 버킹엄셔주 하이위컴에서 사망했다.
| 전임 레지날드 에드워드 스텁스 | 제17대 홍콩의 총독 1925년 11월 1일~1930년 2월 1일 | 후임 윌리엄 필 |